# きらやか銀行硬式野球部
きらやか銀行硬式野球部（きらやかぎんこうこうしきやきゅうぶ）は、山形県山形市本店を置く第二地方銀行のきらやか銀行が保有する日本野球連盟に所属する社会人野球の企業チームである。1952年（昭和27年）創部で半世紀以上の歴史を有するが、2022年度を以って無期限休部することになった。

## 概要
1952年、前身の山形相互銀行が『山形相互銀行硬式野球部』を創部。89年に普銀転換で山形しあわせ銀行に商号変更すると『山形しあわせ銀行硬式野球部』に改称した。2007年（平成19年）5月、殖産銀行との合併できらやか銀行が発足すると『きらやか銀行硬式野球部』に改め、9月にクラブチームに組織形態を変更すると『きらやかベースボールクラブ』となった。09年途中から、粟野学頭取（当時）の決断で、企業登録に復すと『きらやか銀行硬式野球部』に名称は戻った。
東村山郡中山町に専用のグランドを設け、部員は練習しやすいように山形市旅篭町の本店、あるいは村山地方の支店に配属されている。企業によっては採用時に「野球部特別枠」を設ける場合があるが、きらやか銀行にはその制度はなく、全員が4年制大学を卒業している。

### 無期限休部
2022年（令和4年）9月2日、じもとホールディングスが、5月に公表した業績予想を大幅に下方修正し、傘下のきらやか銀行の22年9月中間期の純利益を6億円から54億円の赤字予想とすると発表した。これに伴い、経営再建の一環で、硬式野球部は本年度で無期限休部とすることになった。日本選手権東北最終予選の初戦を8日に控え、朝から練習中の部員には、同日昼前に川越浩司頭取らから無期限休部が告げられた。
2023年1月、野球部のOBやスタッフが中心となり、クラブチーム「B-net/yamagata」が結成された。

## 都市対抗野球
2011年（平成23年）、都市対抗野球の東北予選において、県勢としては61年ぶりの代表決定戦に駒を進めたが、仙台市の2チーム（JR東日本東北、七十七銀行）に連敗して全国大会初出場を逃した。
2016年（平成28年）、東北予選において、第1代表決定戦で日本製紙石巻を破り、創部66年目にして本戦初出場を果たした。県勢の本選出場は1950年大会の山形ハッピー以来66年ぶりのこと。本戦では、1回戦でパナソニックを相手にタイブレークの接戦を制して初勝利を挙げた。
2017年（平成29年）、東北第2代表として2年連続で都市対抗野球に出場。1回戦でHonda鈴鹿硬式野球部と対戦するが、3－2で敗れ初戦敗退する。
2019年（令和元年）、パナソニックと対戦するが初戦敗退。

## 主要大会の出場歴
- 都市対抗野球大会：出場3回

## 主な出身プロ野球選手
- 青木重市（投手） - 1978年ドラフト4位で阪神タイガースから指名　※山形相互銀行時代
- 松井宏次（内野手） - 退団後、NAGOYA23、長崎セインツを経て、2009年育成選手ドラフト1位で東北楽天ゴールデンイーグルスから指名